# Real (film, 2013)
Pour les articles homonymes, voir Real.
Pour plus de détails, voir Fiche technique et Distribution.
Real (リアル〜完全なる首長竜の日〜, Riaru〜Kanzen naru shuchō ryū no hi〜) est un film d'amour fantastique japonais réalisée par Kiyoshi Kurosawa sorti en 2013. 
Il s'agit d'une adaptation du roman de Rokurō Inui, A Perfect Day for Plesiosaur.

## Synopsis
Koichi (Takeru Satō) et Atsumi (Haruka Ayase) sont amis depuis leur rencontre à l'école primaire. Ils vivent ensemble depuis qu'Atsumi est venu à Tokyo pour être mangaka. Koichi, professeur dans un club de sport, se plaint qu'Atsumi ne pense qu'au manga et à ses délais à tenir. 
À la suite de la tentative de suicide d'Atsumi, elle est plongée dans le coma. Les neurochirurgiens, pour l'obliger à sortir de cet état, ont inventé un protocole médical qui permet d'entrer dans l'inconscient d'Atsumi grâce à des ondes électromagnétiques. Koichi est la personne la plus compatible pour s'immiscer dans les pensées de son amie, comprendre son geste et la faire sortir du coma.

## Fiche technique
- Titre : Real
- Titre original : リアル〜完全なる首長竜の日〜 (Riaru〜Kanzen naru shuchō ryū no hi〜?)
- Réalisation : Kiyoshi Kurosawa
- Scénario : Kiyoshi Kurosawa, Sachiko Tanaka, Rokurō Inui et Kazumi Matsuzawa
- Photographie : Akiko Ashizawa
- Montage : Takashi Satō
- Musique : Kei Haneoka
- Producteur : Takashi Hirano et Atsuyuki Shimoda
  - Producteur exécutif : Hideki Tashiro et Yoshiyuki Oikawa
  - Producteur associé : Akiko Ikuno
- Production : Twins Japan et Tokyo Broadcasting System
- Distribution : Tōhō et Version Originale / Condor
- Pays d'origine :  Japon
- Genre : Film d'amour fantastique
- Durée : 127 minutes
- Dates de sortie :
  -  Japon : 1er juin 2013
  -  États-Unis : 7 octobre 2013
  -  France : 26 mars 2014
  -  France : 22 août 2014 en DVD chez  Condor Entertainment

## Distribution
- Takeru Satō (VF : Adrien Larmande)[2] : Koichi Fujita
- Ryohei Aoki : Koichi Fujita (jeune)
- Haruka Ayase (VF : Anne Tilloy)[2] : Atsumi Kazu
- Ririka Kawashima : Atsumi Kazu (jeune)
- Joe Odagiri (VF : Anatole de Bodinat)[3] : M. Sawano, l'éditeur
- Shōta Sometani (VF : Vincent de Bouard)[3] : Shingo Takagi, l'assistant d'Atsumi
- Miki Nakatani (VF : Laurence Breheret)[2] : Dr Eiko Aihara
- Keisuke Horibe (VF : Xavier Béja)[3] : Dr Yonemura
- Yutaka Matsushige (VF : Jean-Christophe Brétignière)[3] : Haruhiko, père d'Atsumi
- Kyōko Koizumi (VF : Ivana Coppola)[3] : Makiko, mère de Koichi
- Kenta Hamano : Officier de police
- Version Française :
  - Société de doublage : Studio Maia
  - Directeur artistique : Benoît DuPac
  - Adaptation VF : Perrine Dézulier
  - Adaptation VOST : Florence Breskoc

Source: RS Doublage et carton de doublage